# Sällbrotjärnen
Sällbrotjärnen är en sjö i Strömsunds kommun i Jämtland och ingår i Indalsälvens huvudavrinningsområde. Sjön har en area på 0,0528 kvadratkilometer och ligger 326,2 meter över havet. Sjön avvattnas av vattendraget Lomån.

## Delavrinningsområde
Sällbrotjärnen ingår i det delavrinningsområde (707064-146234) som SMHI kallar för Utloppet av Lomsjön. Medelhöjden är 332 meter över havet och ytan är 15,15 kvadratkilometer. Det finns inga avrinningsområden uppströms utan avrinningsområdet är högsta punkten. Lomån som avvattnar avrinningsområdet har biflödesordning 4, vilket innebär att vattnet flödar genom totalt 4 vattendrag innan det når havet efter 230 kilometer. Avrinningsområdet består mestadels av skog (52 procent) och sankmarker (28 procent). Avrinningsområdet har 1,55 kvadratkilometer vattenytor vilket ger det en sjöprocent på 10,2 procent.